# Иван Апостолов (юрист)
Вижте пояснителната страница за други личности с името Иван Апостолов.
Иван Апостолов е виден български юрист - университетски преподавател, научен работник, адвокат, арбитър. Работи в областта на гражданското право – обща част, и облигационното право.

## Биография
Роден на 2 април 1910 г. в гр. София. Завършва право в Юридическия факултет на Софийския университет „Св. Климент Охридски“ през 1933 г. Владее немски, френски и италиански език, което му позволява да ползва правна литература на тези езици.
Започва работа като асистент в СУ и достига до научно звание професор в същия университет. През 1949 г. е отстранен по политически причини от преподавателската катедра. Започва работа като адвокат и става един от най-добрите специалисти за времето си. Практикува и като международен арбитър. Член на Законодателния съвет към Народното събрание.

## Избрани произведения
Автор на множество научни трудове – монографии, студии, статии, учебници за студенти. Сред най-значителните от тях са:
- „Облигационно право. Обща част. Общо учение за облигацията“,
- „Правни сделки с действие в чужд правен кръг“,
- Апостолов, Иван. Еволюцията на континенталната тълкувателна теория //  Годишник на Софийския университет. Юридически факултет; Annuaire de l'Universite de Sofia. Faculte de droit 41.   1946. с. 1-78.
- Апостолов, Иван. Еволюцията на континенталната тълкувателна теория (продължение от том 41) //  Годишник на Софийския университет. Юридически факултет; Annuaire de l'Universite de Sofia. Faculte de droit 42.   1947. с. 1-73.
- „Основания на договорната отговорност“ и т.н.

Автор е на литературното произведение „Сказание за човека“.
Умира на 20 януари 1981 г.

## Памет
На професор Иван Апостолов е наречена улица в квартал „Дружба“ в София (Карта).